# Villanueva de Alcardete (kommun)
Villanueva de Alcardete är en kommun i Spanien.   Den ligger i provinsen Toledo och regionen Kastilien-La Mancha, i den centrala delen av landet, 100 km sydost om huvudstaden Madrid. Antalet invånare är 3 761.